# إلينا مايرز
إلينا مايرز (بالإنجليزية: Elena Myers) هي متسابقة دراجات نارية أمريكية، ولدت في 21 نوفمبر 1993 في ماونتن فيو في الولايات المتحدة.

## وصلات خارجية
- الموقع الرسمي